# Piet Landkroon
Petrus (Piet) Landkroon (Amsterdam, 17 juli 1907  -  aldaar, 1997) was een Nederlandse kunstschilder, tekenaar, graficus, aquarellist en boekbandontwerper. Hij werkte in Amsterdam,  Heer (Maastricht), Eben-Emael, en Bouillon vanaf 1932.
Hij volgde een opleiding aan de Rijksakademie van beeldende kunsten in Amsterdam gedurende de jaren 1924-1929, hij was daar leerling van Hendrik Jan Wolter en Johannes Hendricus Jurres.
Zijn onderwerpen waren portretten,  zelfportretten, stillevens, en havengezichten. Hij was winnaar van de Cohen Gosschalkprijs in 1928 en de Willink van Collenprijs ook in 1928 en de Thérèse van Duyl-Schwartzeprijs in 1938.
Hij was lid van De Brug en de Beroepsvereniging van Beeldende Kunstenaars BBK. Hij was docent aan Kunstoefening in Arnhem.